# سايكولوجيا المفارقة
سايكولوجيا المفارقة: هو منهج يهدف إلى تطوير المجال العام لعلم النفس والمعالجة. تشمل هذه التطويرات: منهجًا يُعنى خصيصًا بالمرضى «عسيري العلاج» أو المقاومين للعلاج، وتوفير فهم علمي يدعم عملية «التغير التلقائي»، وتوحيد الاتجاهات السلوكية والمعرفية والديناميكية النفسية تحت مظلة نظرية واحدة، وتشكيل نموذج علمي يوضح كيف يؤثر علاج السلوكيات غير الإجرامية الثانوية (أي الغضب وتدني تقدير الذات والمهارات الاجتماعية الضعيفة... إلخ) على السلوكيات الإجرامية الأولية المستهدفة (غير المستقرة) (أي العنف والسلوك الجنسي الإشكالي وإشعال الحرائق... إلخ).
بالإضافة إلى ذلك، تحل سايكولوجيا المفارقة «اللغز» فيما يتعلق بالطبيعة المعاكسة للفطرة للتداخلات التناقضية. وبذلك، يمثل المنهج الامتداد المنطقي لنظرية التعلق كما وصفها بولبي وآينسوورث.
في حين توجد العديد من النظريات التي تعالج الجوانب المنفصلة من السلوك والعواطف والتفكير، يركز هذا المنهج على الحقيقة الجلية وهي أن وجود الإنسان كله «مفارقة حية». تُستنبَط هذه المفارقة من حقيقة أننا نعيش في جسد حيواني، ولكننا نمشي باستقامة و«رؤوسنا تحلق بين الغيوم»، حمضنا النووي مصمم للعمل عبر الغريزة، لكننا ما نزال نفضل أن نمارس الإرادة الحرة، إننا أذكياء بما يكفي لـ«نعرف أكثر»، لكننا في أغلب الأحيان نكرر أخطاءنا الماضية. على هذا النحو، يمكن القول إن دراسة «الإنسان بصفته مفارقة» تتوافق كثيرًا مع «جوهرنا» البشري.

## المعالجون الكبار
في حين وثّق آدلر أسلوب المفارقة في أوائل عشرينيات القرن المنصرم، كان شرح أسلوبها المعاكس للفطرة أمرًا صعبًا دومًا. وصف آدلر الأسلوب في إحدى المرات بـ«البصق في حساء المريض»، ومعناه أن هذا الأسلوب امتلك القدرة على التأثير في السلوك دون «إقناع» المريض أو مكافأته كي يتغير.
منذ ستينيات القرن الماضي امتدادًا إلى ثمانينياته، أسس العديد من المعالجين الكبار هذا الأسلوب بنجاح كبير. وشمل ذلك: ميلتون إريكسون وفيكتور فرانكل وجاي هالي وسلفادور مينوشين وفريتز بيرلز وآخرون. أثبت الأسلوب قدرته الثابتة (كما وصفها الكثيرون) على إحراز «نتائج مذهلة» لدى المرضى الذين ظهر لديهم عدد كبير من المشاكل السلوكية التخريبية.

## الأبحاث
تشير الأبحاث غير المتحيزة إلى أن الأساليب السلوكية والمعرفية والديناميكية النفسية تُظهِر معدلات نجاح متساوية إحصائيًا عند العمل مع المرضى المتحفزين.
تبينَ أن تداخلات المفارقة تملك أعلى معدل نجاح مع المرضى المعارضين أو المقاومين للعلاج.

## الأساس المثبت والعلمي
على الرغم من أن هذا الأسلوب وُثِّق على أنه ناجح عندما يطبق في الحالات المقاومة للعلاج، فقد خسر التأييد في أواخر ثمانينيات القرن الماضي وتسعينياته. ويعود ذلك إلى حقيقة أن مجال علم النفس رغب بتقديم نفسه على أنه موجه علميًا، وشجع على المناهج «المسندة بالدليل». لمّا كانت الآلية والنظرية الكامنة وراء منهج المفارقة بقي «لغزًا غير محلول»، لم يكن هناك مجال لدعم هذا الأسلوب بطريقة موجزة ومنطقية.
مع ذلك، استطاع البروفيسور إيليوت بّي. كابلان مؤخرًا أن يوفر إطارًا علميًا بسيطًا يقدم فهمًا أساسيًا لهذا المنهج الذي يبدو معقدًا. أثناء عمله في معالجة المراهقين المصابين بالسلوكيات الجنسية الإشكالية، تمكن من إظهار أن نموذج مدارات وجاذبية أساسي يسمح لنا بحل الطبيعة المربكة للمنهج. يوضح النموذج أن العملية بين السلوك والطاقة التكراريين (مدارات) وقوة التعلق (قوة الجاذبية) تُقاس عبر التحالف العلاجي. يجمع النموذج هذا البناء العلمي ليحدد «العنصر النشط» الذي يسمح للأسلوب أن يكون فعالًا باستمرار في تجريد مقاومة العلاج وتجاوزه.
أحد جوانب المنهج المثير للاهتمام هو الفكاهة والجودة السخيفة للتداخلات المعاكسة للفطرة. عادة ما تكون هذه الفكاهة غير المتوقعة هي ما «يخترق» محاولات المريض المعتادة لإبقاء الطبيب بعيدًا والدفاع ضد العلاج. تشمل بعض التداخلات المعروفة جيدًا: وصف الأعراض، وتوقع السلوك والنتائج، والمبالغة في السلوك العرضي، وتخطيط الأعراض وجدولتها... إلخ.

## علم النفس العكسي
يميل أولئك الذين يفتقرون إلى المعرفة بعمق تداخلات المفارقة إلى رفض المنهج ببساطة لاعتباره علم نفس عكسي. في حين قد يبدو كل من تداخل المفارقة وعلم النفس العكسي متشابهين في الظاهر، فإن أهدافهما الكامنة وتوجههما يختلفان تمامًا عن بعضهما. في علم النفس العكسي، يأمل الطبيب أن يتلاعب بالمريض ليتبع جدوله المخطط مسبقًا. (أي يأمر المريض أن «يذهب لليسار» مخططًا أن المريض سيقاوم أمره و«يذهب لليمين»).
لكن، يسعى تداخل المفارقة «الخالص» إلى تقوية التحالف دون دافع خفي. ويُجرى ذلك بفهم أنه مع «تبديل الجاذبية والتعلق» سيجري المريض تغييرات تلقائيًا برغبته وإرادته الخاصة. (هنا يعبر الطبيب عن احترام إيجابي غير مشروط. إذ إنه يقر بأن نمط المريض الاعتيادي هو «الذهاب لليسار»، ويقبل حقًا أن المريض سيتصرف على هذا النمط على الأرجح في المستقبل القريب. ولكن، تناقضيًا بما أن سلوك المريض أصبح متوقعًا وقُبِلت النتيجة المستقبلية، فإن المريض في موضع يسمح له باتخاذ «اختيار حر» للتراجع عن السلوك المتوقع). الفرق هنا هو أن تداخل التناقض يدعم قدرة المريض على تحمل مسؤولية أفعاله، في حين يركز علم النفس العكسي على قدرة الطبيب على خداع المريض، وهو فرق طفيف ولكنه هام. تتركز فائدة هذا الأسلوب في القدرة على الاقتراب من المريض بطريقة غير مجابهة وغير مهددة، إذ «يفرض» على المريض المقاوم للعلاج تحمل مسؤولية ردود أفعاله وأنماطه المعتادة.
يجب ألا يُستخدم تداخل المفارقة لاستهداف السلوكيات الخطيرة والإجرامية مباشرةً. في مثل هذه الحالات، ينبغي على الأطباء السريريين استخدام تداخلات إستراتيجية تستهدف السلوكيات غير الإجرامية الثانوية، التي ستؤثر بالنتيجة على السلوك الأولي غير المستقر المستهدف.